# Dux tractus Armoricani
El dux tractus Armoricani et Nervicani fue un cargo militar usado en el Imperio romano de Occidente en los siglos IV y V. Designaba a la persona que comandaba las fuerzas limitanei situadas en las provincias de Lugdunensis prima y Lugdunensis secunda, en la parte occidental de la diócesis de las Galias (la región conocida como Armórica).

## Descripción y funciones
El cargo se creó en el siglo IV como parte de la reorganización estratégica del ejército emprendida por Constantino I mediante la que se dividió el ejército en dos grandes bloques: una parte estacionada de manera permanente en las fronteras cuyas unidades eran comandadas por duces y otra de carácter móvil que apoyaba a los primeros en caso de invasión o se enfrentaba a los invasores si estos conseguían rebasar las fronteras y penetrar en el imperio.
El área fronteriza al cargo del dux tractus Armoricani era la costa norte de la Galia en un tramo que iba desde la desembocadura del río Loira hasta la del río Sena donde debía dirigir la defensa frente a incursiones de piratas sajones y francos. Junto al dux Belgicae secundae —también en la Galia— y el comes litoris Saxonici —en la costa sur de Britania— protegían las costas del canal de la Mancha.
El cargo desapareció en la segunda década del siglo V en el marco de la gran crisis sufrida por el Imperio occidental durante el gobierno de Honorio que fue motivada por grandes invasiones bárbaras y varios intentos de usurpación. Las fuerzas al mando del dux se unieron —junto al resto de tropas estacionadas en la Galia— al usurpador Constantino de Britania cuando este desembarcó en el continente durante los primeros meses del año 407. Cuando Flavio Constancio consiguió estabilizar el imperio en 418, el ejército de campo había perdido casi la mitad de sus efectivos lo que se intentó solucionar traspasando tropas limitanei de las fronteras al ejército de campo. Los efectivos del dux fueron, entonces, incorporados como pseudocomitatenses y se abandonó la presencia militar romana en Armórica. Esto facilitó la actuación de los bagaudas y el asentamiento de población proveniente de Britania.

## Estado Mayor
Contaba con un officium o Estado Mayor que coordinaba la estrategia y asumía el control administrativo y burocrático de las tropas. Estaba formado por los siguientes cargos:
- Un principe, máximo responsable del officium y de la ejecución de las órdenes del dux.
- Un numerarium que administraban las finanzas y se encargaban de los suministros y la paga a los soldados.
- Un commentariense, encargados de los registros y de la justicia criminal.
- Un adiutor encargado de las cuestiones jurídicas civiles y que eran asistido por ayudantes (subadiuvae).
- Un Regerendari encargado del transporte y comunicaciones entre las unidades militares.
- Varios Exceptores que se aseguraban de que las órdenes del Estado Mayor eran entendidas y cumplidas por las unidades.
- Varios Singulares et reliquii officiales quienes eran el resto del personal que trabajaba en el Estado Mayor.

## Tropas a su mando
En el momento de redactarse la Notitia dignitatum el grupo de tropas a su cargo se componía de 10 unidades de infantería:
- Cohortis primae novae Armoricanae estacionada en Grannona (Le Havre).
- Milites Garronenses estacionados en Blabia (Blaye).
- Milites Mauri Benetii estacionados en Benetis (Vannes).
- Milites Mauri Osismiaci estacionados en Osismis (Brest).
- Milites superventi estacionados en Mannatias (Nantes).
- Milites Martenses estacionados en Aleto (Aleth).
- Milites prima Flavia estacionados en Constantia (Coutances).
- Milites Ursarienses estacionados en Rotomago (Ruán).
- Milites Dalmatae estacionados en Abricantis (Avranches).
- Milites Grannonenses  estacionados en Grannona (Le Havre).

Distribución del ejército romano en la Galia a final del siglo IV / inicios del V.
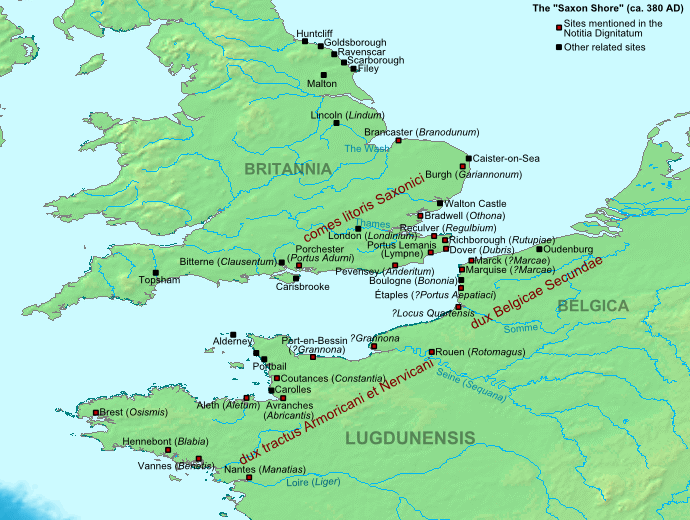
Estructura defensiva de las costas del canal de la Mancha.

Los manuscritos medievales de la Notitia recogen la decoración que llevaban los escudos de alguna de las unidades:

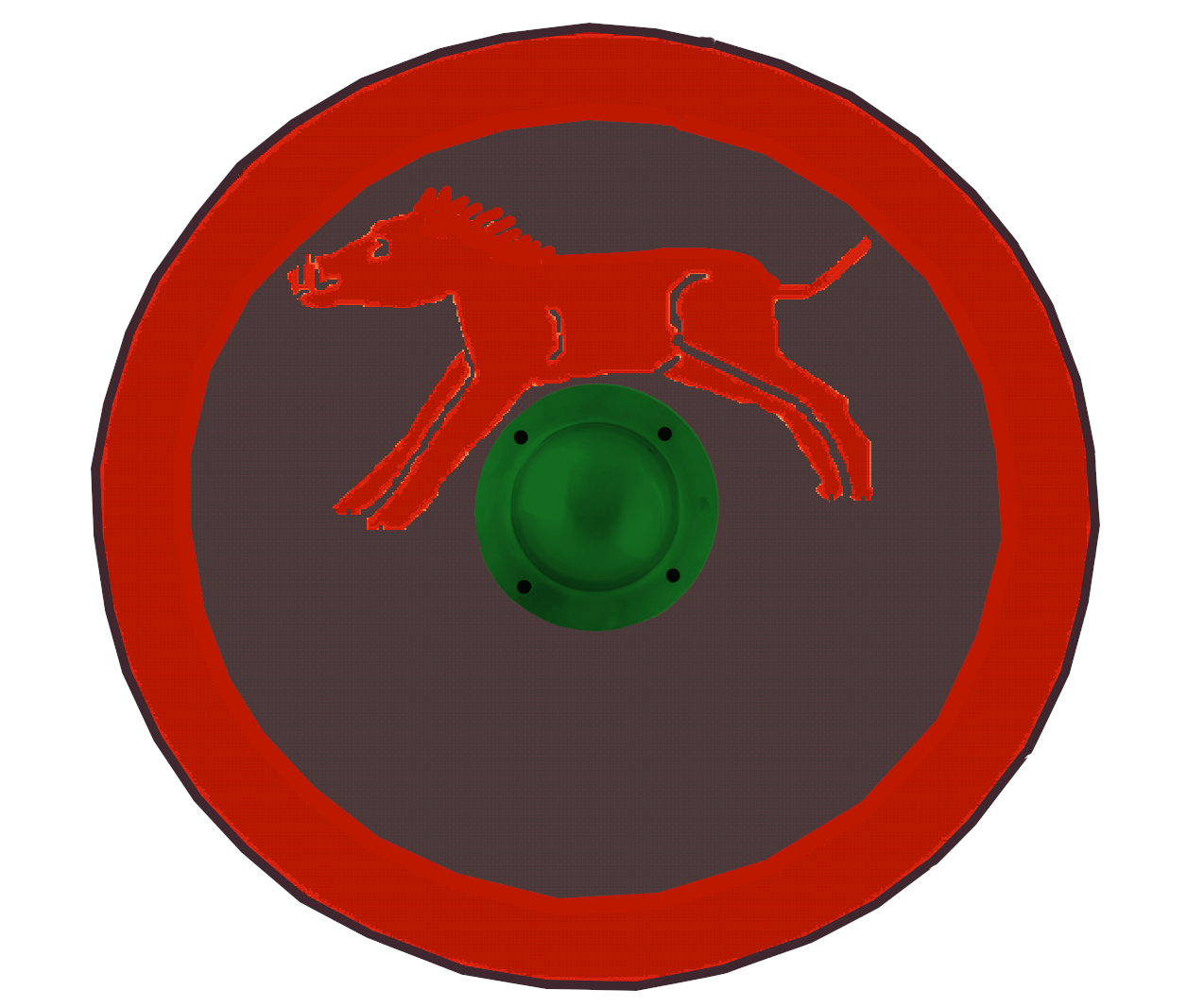
Escudo de la prima Flavia.
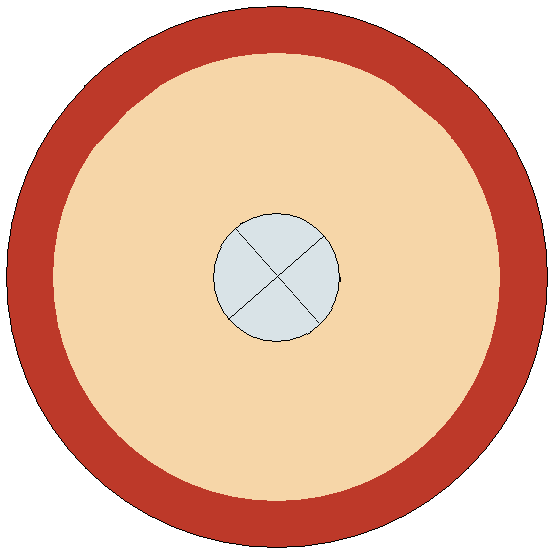
Escudo de los Martenses.
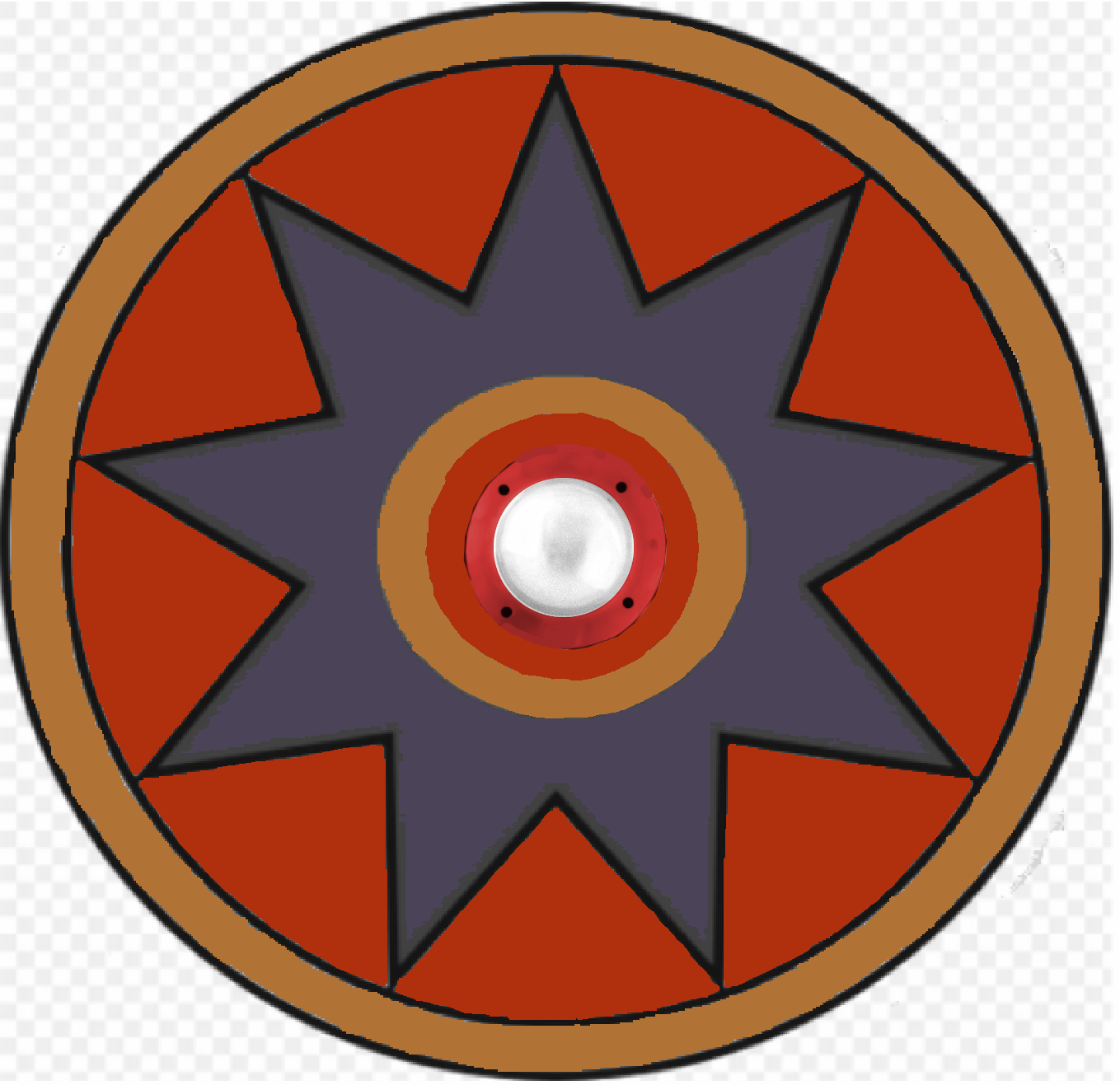
Escudo de los Ursarienses.
Escudo de los Mauri Osismiaci.